# Coenona
Coenona is een geslacht van rechtvleugeligen uit de familie veldsprinkhanen (Acrididae). De wetenschappelijke naam van dit geslacht is voor het eerst geldig gepubliceerd in 1896 door Karsch.

## Soorten
Het geslacht Coenona  is monotypisch en omvat slechts de volgende soort:
- Coenona brevipedalis (Karsch, 1896)